# Blausasc
Blausasc (in italiano Blausasco o Bleusasco, ormai desueto) è un comune francese di 1.454 abitanti situato nel dipartimento delle Alpi Marittime della regione della Provenza-Alpi-Costa Azzurra.

## Geografia fisica
Blausasc è a 18 km a nord est di Nizza, a trenta minuti dalle spiagge della Costa Azzurra, nel cuore del Paese del Paglione (Pays des Paillons) ai piedi delle Alpi e del parco nazionale del Mercantour.

## Storia
La frazione Blausasc del comune di Peglia, fin dal 1388 ha seguito, con la contea di Nizza, le vicende storiche prima della Contea di Savoia e del Ducato di Savoia, e poi dopo il Congresso di Vienna, dal 1815 al 1860, le sorti del Regno di Sardegna-Piemonte, per essere poi annesso alla Francia.
Nascita del comune di Blausasc: è il 13 gennaio 1926 quando il Consiglio di Stato francese approva il decreto che pronuncia la creazione d'un nuovo comune. La decisione è effettiva in febbraio ed è frutto d'un lavoro assiduo e soprattutto d'una situazione che giustificava la separazione tra Blausasc e Peglia.
Geograficamente, Blausasc era lontana dal capoluogo comunale di Peglia: la distanza ed il fatto che i due borghi non appartenessero alla stessa vallata, hanno fatto pendere l'ago della bilancia a suo favore. Poco a poco, e dalla fine del XIX secolo, la frazione Blausasc di Peglia mette in atto le basi della sua indipendenza comunale: possiede la propria parrocchia, la scuola ed anche un autonomo ufficio di stato civile.
Nel 1923, il cementificio Vicat s'impianta a Blausasc. Una parte importante della popolazione vi trova un impiego e dunque un guadagno supplementare. È grazie a tale attività che il villaggio conserva un dinamismo proprio nel momento in cui la maggioranza dei comuni rurali si desertificano.
Dal 1964 al 1980, è la rete dell'acqua potabile che copre un po' alla volta tutto il territorio comunale.
Dal 1965 al 1975, tocca a turno alle reti di risanamento e bonifica, per migliorare l'ambiente e l'igiene, e poi all'illuminazione pubblica.
La selezione dei rifiuti è messa in opera con successo nel 2002, ed una discarica comunale è aperta ogni sabato e due "stazioni ecologiche" di depurazione a decantazione con "macrofiti", completano le dotazioni pubbliche.
Traendo vantaggio dalla sua prossimità a Nizza e dalla propria campagna gradevole, il consiglio municipale decideva la costruzione d'una lottizzazione nel 1973.

## Società

### Evoluzione demografica
Abitanti censiti